# VINCI
VINCI este o companie franceză de construcții, înființată în 1899 de inginerii francezi Alexandre Giros și Louis Loucheur.
Grupul Vinci este cel mai important jucător de pe piața construcțiilor din Franța și a înregistrat în anul 2007 o cifră de afaceri de 30,4 miliarde euro, ponderea diviziei de construcții fiind de 10,6 miliarde euro.
Companiile Vinci Concession și Vinci Construction, care fac parte din grupul Vinci, au avut, în anul 2008, o cifră de afaceri de 4,7 miliarde euro, respectiv 14,7 miliarde euro și un număr de angajați de 17.000, respectiv 72.000.

## Vinci în România
În anul 2006, o firmă a grupului francez, Eurovia, a preluat controlul societății Viarom Construct, specializată în construcția de drumuri și autostrăzi, precum și în distribuția materialelor de construcții.
În anul 2007, Vinci a achiziționat, prin subsidiara Vinci Energies București, pachetul majoritar al Trustului de Instalații și Automatizări București (TIAB), operațiune evaluată la peste cinci milioane de euro.
În august 2008, Vinci a preluat opt firme din domeniul construcțiilor, controlate de compania Stizo, prin intermediul companiei germane G+H Montage Stizo, care deținea anterior circa 5% din actiunile Stizo.
Firmele achiziționate în proporție de 56% și 100% de către G+H Montage Stizo sunt Stizo Nuclear, Stizo Teleorman, Stizo T.H.I, Stizo Vest, Stizocon, Stizovil, Trustul de lucrări speciale Pitești și Stizo Industrial Services.
Activitatea principală a firmelor achiziționate este executarea de lucrări de izolații și protecție anticorozivă.
În septembrie 2008, Vinci a preluat și compania Han Group, care activează pe piața lucrărilor de construcții de drumuri, dar și pe piața mixturilor asfaltice.
Vinci este prezent pe piața internă și cu firma Soconac, care a participat la construcția mai multor centre comerciale ale Carrefour.